# Нуса (приток Юронги)
Нуса — река в Шарангском районе Нижегородской области. Левый приток Юронги.
Длина реки составляет 14 км. Протекает в заболоченных лесах на северо-востоке области.
Исток находится в 9,3 км к юго-западу от посёлка Красная Горка. В верховьях течёт на север, затем поворачивает на запад. Впадает в Юронгу по левому берегу в 70 км от её устья.
Населённых пунктов в бассейне реки нет.

## Данные водного реестра
По данным государственного водного реестра России относится к Верхневолжскому бассейновому округу, водохозяйственный участок реки — Ветлуга от города Ветлуга и до устья, речной подбассейн реки — Волга от впадения Оки до Куйбышевского водохранилища (без бассейна Суры). Речной бассейн реки — (Верхняя) Волга до Куйбышевского водохранилища (без бассейна Оки).
Код объекта в государственном водном реестре — 08010400212110000043595.